# Casa da Junta
A Casa da Junta, também conhecida como Antiga Assembleia Legislativa, é um prédio histórico da cidade brasileira de Porto Alegre, capital do estado do Rio Grande do Sul, localizado à Rua Duque de Caxias, 1029, no Centro. Atualmente sedia o Memorial do Legislativo do Rio Grande do Sul, sob administração da Assembleia Legislativa.

## História
Foi erguida em 1790, sendo o mais antigo remanescente edificado da época da fundação da cidade. O projeto é do capitão José Montanha, realizado durante a administração de José Marcelino de Figueiredo, sendo concebida como um conjunto com o antigo palácio do governo, à esquerda, este demolido para dar lugar ao atual Palácio Piratini.

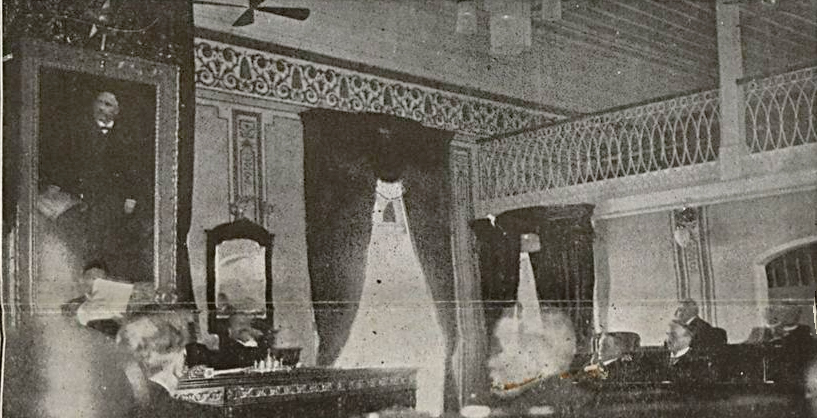
Abertura do ano legislativo de 1919 com leitura de mensagem do presidente do estado Borges de Medeiros

Ali foi instalada a Provedoria da Real Fazenda ou Junta de Administração e Arrecadação da Fazenda, funcionando como Casa da Junta, Câmara e Cadeia. Em 1828 passou a abrigar o Conselho-Geral da Província, e a partir de 1835 a Assembleia Legislativa ali manteve sua sede. Contudo, no mesmo ano iniciava a Revolução Farroupilha, quando o Legislativo entrou em recesso, sendo reativado em 1845. Construída inicialmente com apenas um pavimento, foi reformada e ampliada em 1860, quando seu antigo aspecto colonial foi alterado com elementos neoclássicos. Fechou novamente entre entre 1865 e 1870, durante a Guerra do Paraguai.  Entre 1937 e 1947, durante o Estado Novo, permaneceu outra vez fechada em virtude da dissolução dos Legislativos, sendo reformada em 1947 para receber os novos deputados da terceira Assembléia Constituinte estadual. Permaneceu sediando a Assembleia até 1967, quando foi inaugurado o novo prédio do colegiado, o Palácio Farroupilha.
Em 1977 foi incluída pela Prefeitura no Inventário dos Bens Imóveis de Valor Histórico e Cultural e de Expressiva Tradição, sendo tombada em 1981 pelo Patrimônio Histórico Estadual. Em 1982 foi restaurada e passou a abrigar a Casa Civil. Em 2004 sua posse retornou para a Assembleia Legislativa, funcionando atualmente como a sede do Memorial do Legislativo.

## O edifício
Seu desenho é simples mas tem harmonia de proporções, com uma porta central em arco pleno entre dois grupos de 3 janelas também de arco. No piso superior as aberturas são portas, todas com parapeitos gradeados em metal trabalhado, e são separadas por pilastras jônicas delicadas. As aberturas inferiores e superiores mostram tímpanos oclusos com vitrais sem imagens. Arremata a fachada do casarão uma cornija elementar com platibanda lisa. Lateralmente o telhado em duas águas dá origem a um belo frontão triangular com 4 pequenos óculos. Abaixo, duas janelas em arco pleno, e no primeiro piso outras duas, mas de arco abatido, únicos vestígios de seu desenho colonial original.